# 杨珺菁
杨珺菁（1989年5月15日—），河南郑州人，中國女子排球運動員，副攻手，身高1.90米，效力於八一女排。扣球狠的她有「暴力副攻」之稱。

## 簡歷
杨珺菁的父母都是排球运动员，致使她从小就接触排球。她10岁开始便在体校接受訓练，至12岁到了南京军区，成为南京部队女排队员。
2010年，杨珺菁效力了九年的球队解散，她一度想過退役，但最終在荒废几个月後加入了八一队。由於状态不好，技术未能发挥，一直没能打上球队的主力。
2011年4月1日，失意的杨珺菁竟意外入选了中国女排。期間正值队中老将薛明受伤离队，讓她一下子成为了中国女排的主力副攻。她在2011年世界盃女子排球賽中馬上取得好表現，其中在与欧洲冠军塞尔维亚队的比赛独取19分，助国家队以3比1反勝，而個人則被评为全场最佳球員。她在整个世界杯賽事中，維持著非常高的进攻效率，其扣球命中率更高达50%以上。

## 個人榮譽
- 2011年亞洲女子排球錦標賽：最佳攔網（最佳副攻手）
- 2014年世界女子排球錦標賽：最佳攔網（最佳副攻手）